# Ebersbach an der Fils
Pour les articles homonymes, voir Ebersbach.
Ebersbach an der Fils est une ville de Bade-Wurtemberg (Allemagne), située dans l'arrondissement de Göppingen, dans la région de Stuttgart, dans le district de Stuttgart.

## Personnalités liées à la ville
- Jakob Grünenwald (1821-1896), peintre né à Bünzwangen.
- Alexander Neef (1974-), directeur d'opéra né à Ebersbach an der Fils.